# Великий Зліїв
Вели́кий Зліїв — село в Україні, у Любецькій селищній громаді Чернігівського району Чернігівської області. Населення становить 293 осіб. До 2020 орган місцевого самоврядування — Великозліївська сільська рада. Великозліївській сільській раді були підпорядковані села: Вороб'їв, Лісове, Малий Зліїв, Петрики, Чисті Луки.

## Історія
Колишнє державне та власницьке село. Станом на 1885 рік — 595 осіб, 109 дворів, діяла православна церква, був постоялий будинок. Входило до складу Петрушинської волості — історичної адміністративно-територіальної одиниці Городнянського повіту Чернігівської губернії з центром у селі Петруші..
12 червня 2020 року, відповідно до розпорядження Кабінету Міністрів України № 730-р «Про визначення адміністративних центрів та затвердження територій територіальних громад Чернігівської області», увійшло до складу Любецької селищної громади.
19 липня 2020 року, в результаті адміністративно - територіальної реформи та ліквідації Ріпкинського району, село увійшло до складу Чернігівського району Чернігівської області.

## Освіта
У селі діє В.Зліївська ЗОШ І-ІІІ ступенів, розташована за адресою: с. Великий Зліїв, вул. Шкільна, 2 (поштовий індекс — 15051).